# Mimabryna
Mimabryna är ett släkte av skalbaggar. Mimabryna ingår i familjen långhorningar.
Kladogram enligt Catalogue of Life:
| Mimabryna | \| \| Mimabryna borneotica \| \| \| \| \| \| Mimabryna nicobarica \| \| \| \| |
|           | \| \| Mimabryna borneotica \| \| \| \| \| \| Mimabryna nicobarica \| \| \| \| |
|           | Mimabryna borneotica                                                          |
|           |                                                                               |
|           | Mimabryna nicobarica                                                          |
|           |                                                                               |